# Колконен, Надежда Петровна
Надежда Петровна Колконен (17.10.1931 – 24.06.2024) – птичница совхоза «Лаголово» Ломоносовского района Ленинградской области, Герой Социалистического Труда.
Родилась в деревне Ивановка Гатчинского района Ленинградской области.
Начиная с 1947 года, работала в конторе «Заготзерно», на известковом заводе, в леспромхозах.
В 1957 году вместе с семьей переехала в Ломоносовский район Ленинградской области и стала работать в совхозе «Лаголово» - сначала животноводом, с 1961 года - птичницей на новой птицефабрике, в строительстве которой сама принимала участие. Член КПСС с 1963 года.
Одна из инициаторов движения птицеводов за расширение норм обслуживания. Взялась обслуживать 5 тысяч кур-несушек и ежегодно добивалась повышения яйценоскости. В 1965 году получила свой первый миллион яиц. Потом довела среднюю продуктивность каждой несушки до 220-250 инкубационных яиц высокого качества.
Указом Президиума Верховного Совета СССР от 22 марта 1966 года за достигнутые успехи в развитии животноводства, увеличении производства и заготовок присвоено звание Героя Социалистического Труда с вручением ордена Ленина и золотой медали «Серп и Молот».
В 1969-1982 годах бригадир цеха выращивания молодняка птицы совхоза «Лаголово».
В 1982-1987 годах – мастер производственного обучения в СПТУ-253. Подготовила более 100 квалифицированных операторов птицеводства.
С 1987 года – на пенсии. Жила в деревне Лаголово Ломоносовского района. Умерла 24 июня 2024 года.